# Roodpotige groefbij
De roodpotige groefbij (Halictus rubicundus) is een vliesvleugelig insect uit de familie Halictidae. De wetenschappelijke naam van de soort is voor het eerst geldig gepubliceerd in 1791 door Christ.